# Henry Matthews
Henry Matthews, 1. wicehrabia Llandaff (ur. 13 stycznia 1826 na Cejlonie, zm. 3 kwietnia 1913 w Londynie) – brytyjski polityk, członek Partii Konserwatywnej, minister spraw wewnętrznych w drugim rządzie lorda Salisbury’ego.

## Życiorys
Wykształcenie odebrał na Uniwersytecie Paryskim (ukończył studia w 1844 r.) i na University of London. W 1850 r. rozpoczął praktykę adwokacką w Oksfordzie jako członek korporacji. W latach 1864–1869 był sekretarzem Lorda Marszałka księcia Norfolk. W 1868 r. został Radcą Królowej. W tym samym roku został wybrany do Izby Gmin jako reprezentant okręgu Dungarvan. W Izbie Gmin zasiadał do 1874 r.
Do parlamentu Matthews powrócił w 1886 r. jako reprezentant okręgu Birmingham East. Od razu został mianowany ministrem spraw wewnętrznych. Pozostał na tym stanowisku do wyborczej porażki konserwatystów w 1892 r. W 1895 r. otrzymał tytuł 1. wicehrabiego Llandaff i zasiadł w Izbie Lordów.
Zmarł w 1913 r. i został pochowany w Clehonger w hrabstwie Herefordshire. Nigdy się nie ożenił i nie pozostawił potomstwa. Wraz z jego śmiercią wygasł tytuł parowski.